# Rodolphe Rubattel
Rodolphe Rubattel (4 settembre 1896 – 18 ottobre 1961) è stato un politico svizzero.
Nel dicembre 1947 è stato eletto nel Consiglio federale svizzero, rimanendovi fino al dicembre 1954.
Era rappresentante del Partito Liberale Radicale.
Ha guidato il Dipartimento dell'economia pubblica dal 1948 al 1954.
Ha ricoperto la carica di Presidente della Confederazione svizzera nel 1954.